# عردات
عردات هي إحدى القرى اللبنانية من قرى قضاء زغرتا في محافظة الشمال.